# Воронова, Клавдия Пантелеевна
Клавдия Пантелеевна Воронова (1940—2020) — советский и российский мелиоратор, партийный, общественный и государственный деятель. Депутат Верховного Совета СССР (1974—1979).

## Биография
Родилась в 1940 году. Русская. Член КПСС с 1962 года. Образование незаконченное высшее.
В 1960 году окончила сельскохозяйственный техникум, после чего работала мелиоратором, старшим мелиоратором, с 1969 года — главным мелиоратором колхоза «Путь к коммунизму» Владимировского района Астраханской области.
Депутат Совета Союза Верховного Совета СССР 9 созыва (1974—1979) от Ахтубинского избирательного округа № 118 Астраханской области, член Планово-бюджетной комиссии Совета Союза.
Делегат XXIV съезда КПСС (1971). В конце 1980-х годов была секретарём Астраханского обкома КПСС.
По состоянию на 1996 год работала заместителем председателя комитета экологии и природных ресурсов Астраханской области. По состоянию на 2010 год была заместителем председателя Астраханского регионального отделения Всероссийской общественной организации ветеранов (пенсионеров) войны, труда, Вооружённых сил и правоохранительных органов, а по состоянию на 2015 год — членом президиума этой организации.
Умерла 19 марта 2020 года в Астрахани, после тяжёлой и продолжительной болезни.

## Награды
- орден Дружбы (9 марта 1996 года) — за заслуги перед государством, успехи, достигнутые в труде, и большой вклад в укрепление дружбы и сотрудничества между народами[3].
- Орден Трудового Красного Знамени (14 апреля 1981 года)[4]
- Почётная грамота Губернатора Астраханской области (22 октября 2010 года) — за многолетнюю добросовестную работу, активное участие в общественной жизни области и в связи с юбилеем[5].
- знак отличия «Честь и слава» III степени (Астраханская область; 29 октября 2015 года) — за успехи, достигнутые в плодотворной профессиональной и общественной деятельности[6].